# آیلدنافیل
آیلدنافیل (انگلیسی: Aildenafil) یک داروی صناعی و یک آنالوگ ساختاری سیلدنافیل (ویاگرا) است و مانند سیلدنافیل، یک مهارکننده فسفودی استراز نوع ۵ است.